# Алексеевка (Толбазинский сельсовет)
Алексе́евка (баш. Алексеевка) — деревня в Аургазинском районе Башкортостана. Входит в Толбазинский сельсовет. 
С 2005 современный статус.

## История
Название происходит от фамилии Алексеев. 
До 1993 года и с 2008 г. — в составе Толбазинского сельсовета.
В 1993—2008 годах — в составе Юламановского сельсовета.
После создания Юламановского сельсовета (Указ Президиума ВС РБ от 29.03.93 N 6-2/123 «Об образовании Юламановского сельсовета в Аургазинском районе») включена в новый сельсовет. После его упразднения вновь в Толбазинском сельсовете (Закон Республики Башкортостан от 19.11.2008 N 49-з «Об изменениях в административно-территориальном устройстве Республики Башкортостан в связи с объединением отдельных сельсоветов и передачей населённых пунктов»).
Статус деревня, сельского населённого пункта, посёлок получил согласно Закону Республики Башкортостан от 20 июля 2005 года N 211-з «О внесении изменений в административно-территориальное устройство Республики Башкортостан в связи с образованием, объединением, упразднением и изменением статуса населенных пунктов, переносом административных центров», ст.1:

6. Изменить статус следующих населенных пунктов, установив тип поселения - деревня:
 
5)  в Аургазинском районе:…

в) поселка Алексеевка Юламановского сельсовета

## География
Расстояние до:
- районного центра (Толбазы): 8 км,
- ближайшей ж/д станции (Стерлитамак): 43 км.

## Население
| 2002 | 2009 | 2010 |
| ---- | ---- | ---- |
| 26   | ↘17  | ↗24  |

Национальный состав
Согласно переписи 2002 года, преобладающая национальность — чуваши (92 %).